# Veliefendi Hipodromu

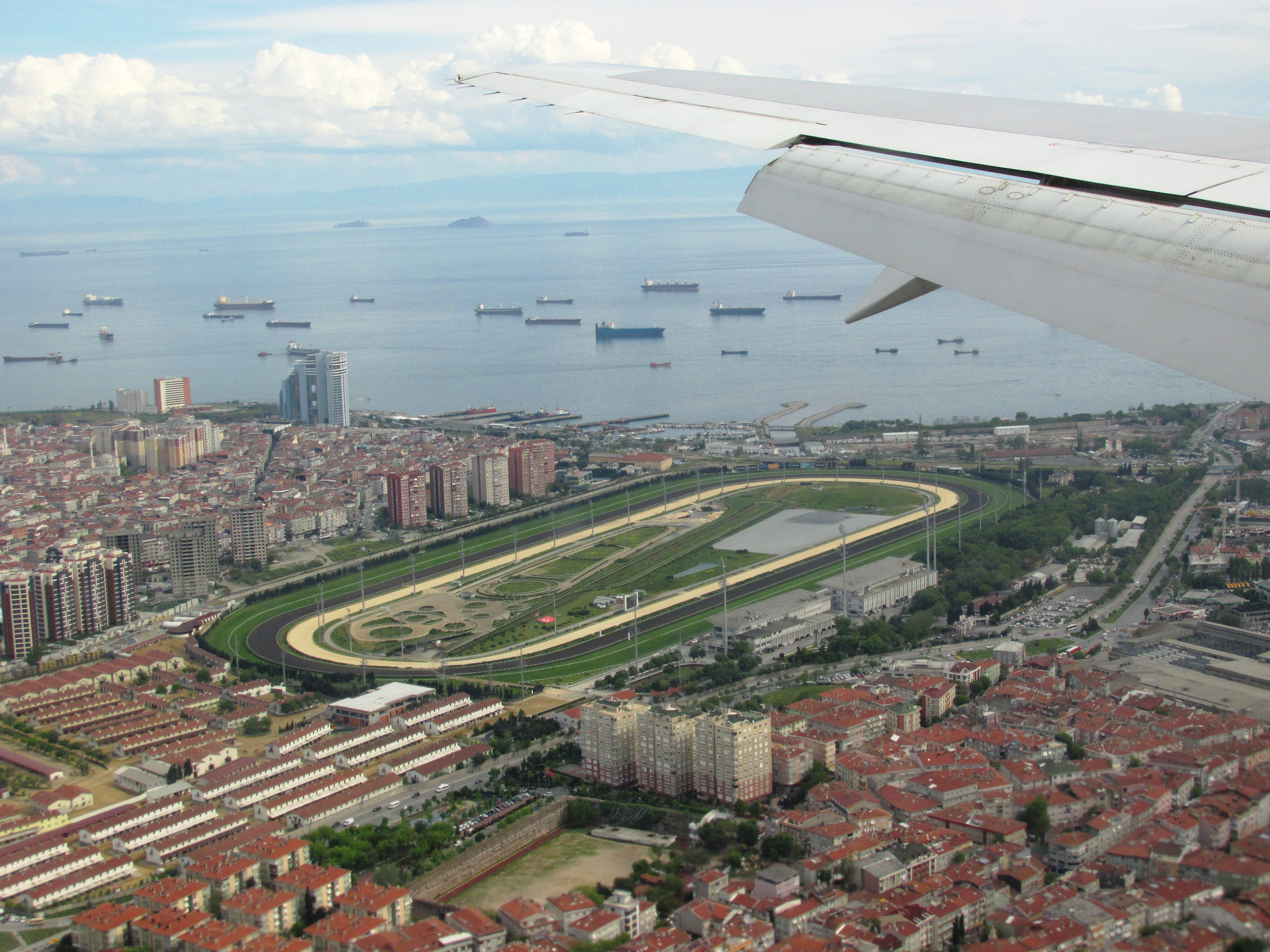
Veliefendi Hipodrom

Das Veliefendi Hipodromu ist die größte und älteste Pferderennbahn der Türkei. Die Rennbahn befindet sich in Bakırköy auf der europäischen Seite Istanbuls nahe dem Marmarameer. Die Pferderennbahn wurde auf Betreiben Enver Paschas in den Jahren 1912/13 von deutschen Spezialisten angelegt. Namensgeber der Rennbahn war der Scheichülislam Veli Efendi.
Die Tribünen der Rennbahn fassen 7600 Zuschauer. Sie wurden in den Jahren 1967 bis 1969 neu gebaut. Die Streckenlänge beträgt 2400 Meter.